# Odprto prvenstvo Francije 1990
Odprto prvenstvo Francije 1990 je teniški turnir za Grand Slam, ki je med 28. majem in 10. junijem 1990 potekal v Parizu.

## Moški posamično
Andrés Gómez :  Andre Agassi, 6–3, 2–6, 6–4, 6–4

## Ženske posamično
Monika Seleš :  Steffi Graf, 7–6(8–6), 6–4

## Moške dvojice
Sergio Casal /  Emilio Sánchez Vicario :  Goran Ivanišević /  Petr Korda, 7–5, 6–3 

## Ženske  dvojice
Jana Novotná /  Helena Suková :  Larisa Savčenko /  Natalija Zverjeva, 6–4, 7–5

## Mešane dvojice
Arantxa Sánchez Vicario /  Jorge Lozano :  Nicole Provis /  Danie Visser, 7–6(7–5), 7–6(10–8)